# Белена белая
Белена́ бе́лая (лат. Hyoscýamus álbus) — двулетнее или однолетнее травянистое растение, вид рода Белена (Hyoscyamus) семейства Паслёновые (Solanaceae).
По химическим свойствам весьма близок к белене чёрной. В надземных частях («трава») обнаружено 0,35 % атропина. Гиосциамин имеется, по-видимому, лишь в период цветения; в корнях и семенах содержится гиосциамин вместе с атропином.

## Ботаническое описание
Сизовато-зелёное однолетнее или двулетнее (озимое), изредка многолетнее, растение. Корень деревянистый, вертикальный. Стебель высотой 5—50 см, травянистый, прямой или приподнимающийся, простой или вверху ветвистый, густо опушённый оттопыренными, длинными, клейкими волосками.
Листья мелкие, по жилкам железисто-волосистые, все черешчатые. Стеблевые листья широкояйцевидные, иногда до почти округлых, с сердцевидным, усечённым или широко клиновидным основанием, к верхушке резко суженные, коротко приострённые или тупые, неглубоко выемчато-лопастные или крупнозубчатые, с каждой стороны с тремя-пятью расставленными, треугольными, широкими, тупыми или острыми, неодинаковыми и часто несимметрично расположенными лопастями или зубцами. Прицветные — такие же, как стеблевые, или более узкие, расставленно-зубчатые.
Цветки все почти сидячие или нижние на заметных, длиной 5—10 мм цветоножках. Чашечка трубчато-колокольчатая, при плодах несколько более широкая, увеличенная (длиной 1,5—2,5 см), с короткими, в 4—6 раз короче трубки, широкими, треугольными, острыми, почти равными зубцами, снаружи оттопыренно железисто-волосистая, под конец с резкой выдающейся сетью жилок. Венчик с бледно-жёлтым, одноцветным отгибом и жёлтым или фиолетовым зевом, с трубкой, почти равной отгибу; отгиб заметно косой, с неравными лопастями. Тычинки неравные, более длинные почти равны венчику, с нитями, в нижней части волосистыми, прикрепленными в нижней части трубки. Столбик голый, равный тычинкам.
Коробочка в полтора раза короче чашечки, с выпуклой крышечкой. Семена длиной около 1,5 мм, шириной 1—1,25 мм, беловато-серые, почковидные, ячеистые, с ячейками, разделенными толстыми перегородками.
Цветёт в мае — сентябре. Плодоносит с июня.

## Распространение и экология
Ареал вида охватывает центральные и южные районы Европы, Северную Африку и Западную Азию.
Произрастает на полях и у дорог.

## Классификация

### Таксономия
- Hyoscyamus albus L., 1753, Sp. Pl. : 180

Вид Белена белая включается в род Белена (Hyoscyamus) трибы Беленовые (Hyoscyameae) подсемейства Паслёновые (Solanoideae) семейства Паслёновые (Solanaceae) порядка Паслёноцветные (Solanales), последовательно входящего в более крупные клады Ламииды → Астериды → Суперастериды → Эвдикоты → Цветковые растения. Таксономическая схема в соответствии с Системой APG IV по состоянию на июнь 2024 года:
|  |                          |  |                                   |                                   |                      |  | еще 4 семейства | еще 4 семейства   |                         |  |                  |  | еще 16 подтвержденных видов и 19 видов, ожидающий подтверждения | еще 16 подтвержденных видов и 19 видов, ожидающий подтверждения |  |
|  |                          |  |                                   |                                   |                      |  | еще 4 семейства | еще 4 семейства   |                         |  |                  |  | еще 16 подтвержденных видов и 19 видов, ожидающий подтверждения | еще 16 подтвержденных видов и 19 видов, ожидающий подтверждения |  |
|  |                          |  |                                   | порядок Камнеломкоцветные         |                      |  |                 |                   | подсемейство Пасленовые |  |                  |  |                                                                 |                                                                 |  |
|  |                          |  |                                   | порядок Камнеломкоцветные         |                      |  |                 |                   | подсемейство Пасленовые |  | вид Белена белая |  |                                                                 |                                                                 |  |
|  | клада Цветковые растения |  |                                   |                                   | семейство Пасленовые |  |                 |                   | Род Белена              |  |                  |  |                                                                 |                                                                 |  |
|  | клада Цветковые растения |  |                                   |                                   |                      |  |                 |                   |                         |  |                  |  |                                                                 |                                                                 |  |
|  |                          |  | ещё 63 порядка цветковых растений | ещё 63 порядка цветковых растений |                      |  |                 | еще 7 подсемейств | еще 7 подсемейств       |  |                  |  |                                                                 |                                                                 |  |
|  |                          |  |                                   | ещё 63 порядка цветковых растений |                      |  |                 |                   | еще 7 подсемейств       |  |                  |  |                                                                 |                                                                 |  |

### Синонимы
- Hyoscyamus arenarius Dunal
- Hyoscyamus canariensis Ker Gawl.
- Hyoscyamus clusii G.Don
- Hyoscyamus major Mill.
- Hyoscyamus minor Mill.
- Hyoscyamus varians Vis.